# Benon
Benon [bənɔ̃] ist eine französische Gemeinde mit 1811 Einwohnern (Stand 1. Januar 2022) im Département Charente-Maritime in der Region Nouvelle-Aquitaine; sie gehört zum Arrondissement La Rochelle und zum Kanton Marans. Das Gemeindegebiet liegt im Regionalen Naturpark Marais Poitevin.
Die 18 Tumuli von Champ Châlon(s) liegen nördlich des Waldes von Benon.

## Bevölkerungsentwicklung
| Jahr                       | 1962 | 1968 | 1975 | 1982 | 1990 | 2007 | 2012 | 2016 | 2019 |
| Einwohner                  | 514  | 504  | 416  | 400  | 426  | 684  | 1377 | 1599 | 1679 |
| Quellen: Cassini und INSEE |      |      |      |      |      |      |      |      |      |

## Sehenswürdigkeiten

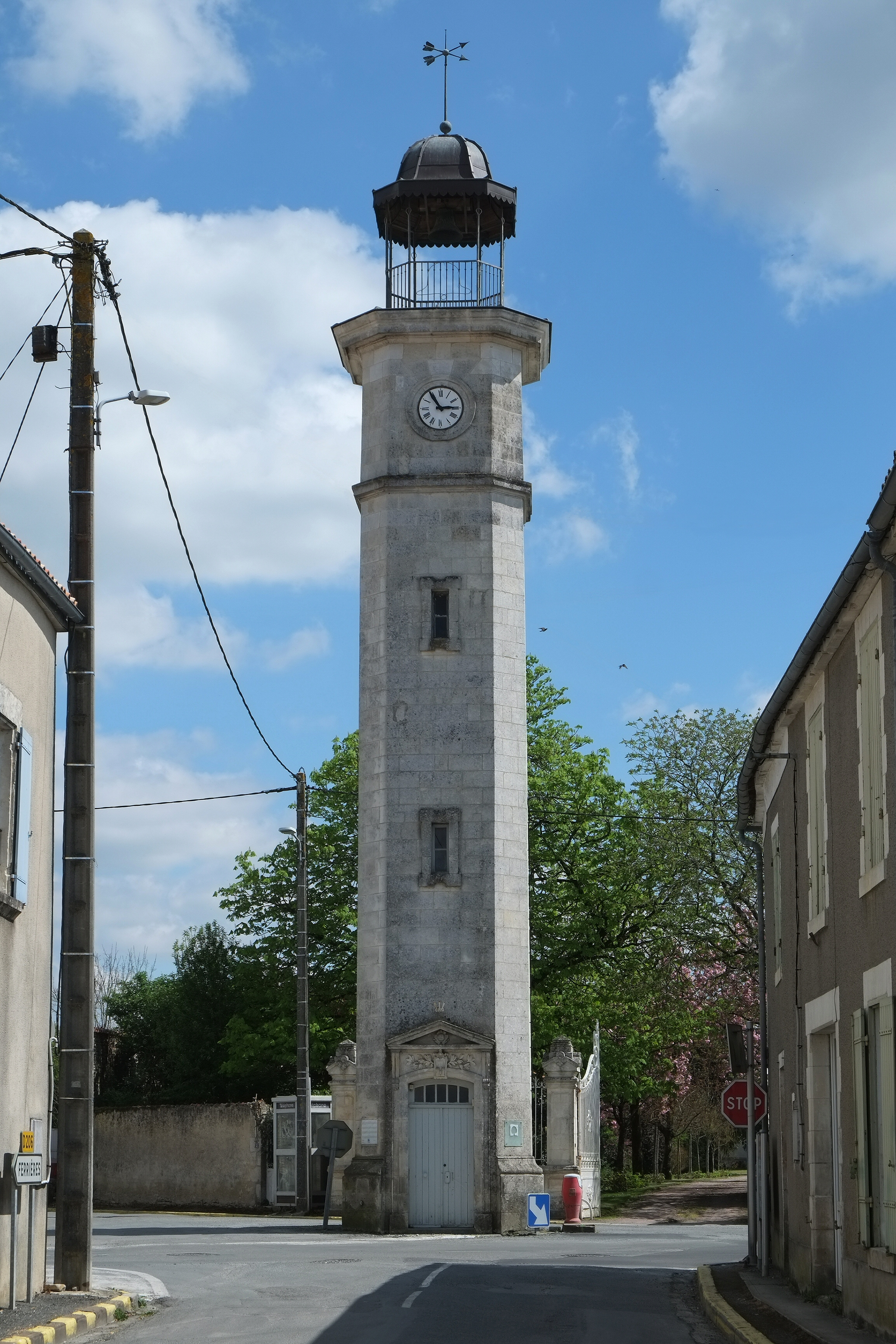
Uhrturm Tour de l’Horloge

Siehe auch: Liste der Monuments historiques in Benon
- Kloster La Grâce-Dieu
- Tumuli von Champ Châlon
- Uhrturm Tour de l’Horloge aus dem Jahr 1877